# Бранко Лаловић
Бранислав Бранко Лаловић (Увац, 17. фебруар 1928 — Београд, 23. октобар 1988) био је српски научник, нуклеарни физичар и солариста. Био је професор на три Универзитета — приштинском, нишком и београдском.

## Биографија
Рођен је 1928. године у Увцу код Прибоја. Основну школу и гимназију је учио у Титовом Ужицу и Врњачкој Бањи, а матурирао је у Вршцу. Након што је 1951. године завршио Електротехнички факултет у Београду са високим оценама, запослио се у Институту „Борис Кидрич” у Винчи у новооснованој лабораторији за нуклеарну физику. Као изузетно надарен и интелигентан инжењер добио је стипендију за магистарске и докторске студије које са великим успехом и запаженим резултатима завршава у Глазгову, а постдокторску специјализацију у Торонту након чега се враћа на Институт у Винчи са најсавременијим сазнањима, али и опремом, те постаје начелник лабораторије за нуклеарна истраживања.
Није се могао задовољити само лабораторијским истраживачким радом у области нуклеарне спектрометрије, иако је за то време објавио преко 40 научних радова који су цитирани у више од 80 међународних публикација, Лаловић је желео много више — пре свега да науку приближи привреди и да своје богато научно искуство искористи за решавање привредних проблема. Био је велики промотер науке путем телевизије, радио-станица, домаћим саветовањима и скуповима, а посебно као признати професор и то на чак три Универзитета – приштинском, нишком и београдском. Ангажовао се активно и на решавању важних проблема у индустрији објавивши и известан број патената од којих се неки и дан данас примењују.
Почетком седамдесетих година 20. века, схвативши проблематику са нуклеарним отпадом и опасношћу које та наука са собом носи, започиње његов велики интерес за алтернативне изворе енергије. После успешних лабораторијских експеримената са разним типовима сунчевих пријемника, убрзо је постао један од најпознатијих експерата за ову област не само у Србији већ и широм света. Прототипови сунчевих пријемника за производњу топле воде убрзо се појављују у индустријској производњи разних домаћих предузећа као што су „Ђуро Салај”, „Југотерм” и други.
Поред свега тога проф. др Бранко Лаловић усмерава своју енергију на нову област на нашим просторима, али и у свету, на пасивну примену сунчеве енергије, популарно названу „соларна архитектура”. У овој области он је пионир и то у правом смислу те речи. Издао је књиге: „Пасивна соларна архитектура” издање „Ђуро Ђаковић”, Сарајево 1985; „Насушно сунце”, Нолит, Београд, 1982; „Соларне куће” специјално издање часописа „Галаксија”, Београд, 1982. као и многе друге.
Окупивши око себе велики број еколошких ентузијаста, грађевинаца и архитеката ангажовао се на изради пројекта соларних кућа. Међу првим земљама на свету, а захваљујући несебичном ангажовању и пожртвованости проф. др Бранислава Лаловића, у Југославији почињу да ничу такве конструкције и да постају све више популарне (око хиљаду их је направљено). Из ове области држао је и прве постдипломске студије на Електротехничком факултету у Београду, а добио је и прегршт награда као и високо међународно признање избором у Европски Комитет за пасивну соларну енергију.
Паралелно са овом активношћу почиње да се бави проблемима директне конверзије сунчеве енергије у електричну енергију. Орјентисао се према најсавременијим решењима која су по његовој оцени била и најперспективнија, а тако уврстио СФРЈ у сам врх науке из ове области — у питању су проучавања и производи на бази ћелија од аморфног силицијума. Његова жеља је била да се у СФРЈ подигну фабрике за производњу оваквих ћелија и да се покрену енергетска постројења на нивоу неколико стотина кW. Тако је дошао на идеју да изради сунчев пријемник за производњу електричне и топлотне енергије. Његов прототип оваквог пријемника изазвао је огромно интересовање на међународним скуповима и изложбама. Америчка фирма „Хронар”, која је тих година била светски лидер у производњи соларних паноа од аморфног силицијума, успоставља, 1983. године, уску сарадњу са професором Лаловићем и нуди му на располагање своје производне капацитете и стручно особље, а након његових резултата испитивања и проналаска коначног решења, од стране те куће, награђен је и највишим признањем: „Златном плакетом — соларни Оскар”.
Када је био у највећем научном набоју и у јеку популарности посебно међу многобројним грађанима, студентима али и стручној јавности која је била против изградњи нуклеарних електрана, присилно је пензионисан 31. децембра 1985. године од стране Института „Борис Кидрич” у Винчи. И поред тога што је након пензионисања био ускраћен многих ресурса и приступа лабораторијама, Лаловић је наставио своја истраживања, а све у сопственој режији и личним средствима, те због свог огромног успеха на пољу Сунчеве енергије као и неуморног рада на популаризацији исте, децембра 1987. године добија високо југословенско одликовање за свој рад, престижну награду „Еурека”, коју му је једногласно доделило Удружење новинара Југославије.
Док је био на врхунцу своје научне и медијске моћи, изненадно је оболео од галопирајуће леукемије, а недуго затим, 23. октобра 1988. године умире у Београду.

## Научни радови
Књиге
- Насушно сунце, Нолит, Београд, 1982.
- Соларне куће, специјално издање часописа „Галаксија”, Београд, 1982.
- Пасивна соларна архитектура, издање „Ђуро Ђаковић”, Сарајево 1985.
- извор[5]

Књиге о Лаловићу
- Ратник сунца, Живојин Петровић, Лагуна, Београд, 2022.[6]